# 米曹·羅賓遜
米曹·羅賓遜（英語：Mitchell Robinson，1998年4月1日—），出生於美國佛罗里达州彭薩科拉，為現役美國職業籃球運動員，目前效力於國家籃球協會聯盟的紐約尼克，場上主要位置為中鋒，他於2018年NBA選秀大會中以第二輪第三十六順位為紐約尼克選中。
在職業生涯開始前，原先承諾加盟西肯塔基大學，後來決定放棄大學，轉而在2017-2018年賽季中進行自主訓練。

## 職業生涯

### 紐約尼克（2018–至今）
2018年6月21日，紐約尼克在2018年NBA選秀大會中以第二輪第三十六順位選中了羅賓森。在參加2018年NBA夏季聯賽中，創下夏季聯賽蓋帽和進攻籃板的紀錄。2018年7月8日，羅賓森與尼克隊正式簽約。
2021年2月12日，在對陣華盛頓奇才隊的第二節比賽中右手骨折，並在中場休息後沒有回到場上。3月22日，在與76人的比賽中復出。3月28日，與公鹿的第一節比賽中右腳骨折，賽季中第二次受傷。

## 國家隊生涯
在2017年，羅賓森入選美國U-19的國家隊名單，但未能入選最終參與U19世界青年籃球錦標賽的12人名單。

## 職業生涯數據

### NBA例行賽數據統計
| 賽季     | 球隊     | GP  | GS | MPG  | FG%   | 3P% | FT%  | RPG | APG | SPG | BPG | PPG |
| -------- | -------- | --- | -- | ---- | ----- | --- | ---- | --- | --- | --- | --- | --- |
| 2018–19  | 紐約尼克 | 66  | 19 | 20.6 | .694  | —   | .600 | 6.4 | .6  | .8  | 2.4 | 7.3 |
| 2019–20  | 紐約尼克 | 61  | 7  | 23.1 | .742‡ | —   | .568 | 7.0 | .6  | .9  | 2.0 | 9.7 |
| 2020–21  | 紐約尼克 | 31  | 29 | 27.5 | .653  | —   | .491 | 8.1 | .5  | 1.1 | 1.5 | 8.3 |
| 職業生涯 | 職業生涯 | 158 | 55 | 22.9 | .705  | —   | .568 | 7.0 | .6  | .9  | 2.1 | 8.4 |

## 外部連結
- 米契爾·羅賓森在NBA（英语）
- 米契爾·羅賓森在Basketball-Reference.com（NBA）（英语）
- 米契爾·羅賓森在ESPN（NBA）（英语）
- 米契爾·羅賓森在Eurobasket.com（球員）（英语）
- 米契爾·羅賓森在RealGM（英语）
- 米契爾·羅賓森在Proballers（英语）